# Monique Jouvancy
Pour les articles homonymes, voir Jouvancy.
Monique Jouvancy, née le 30 juillet 1949  à Saint-Étienne, est une écrivaine française.

## Œuvres
- L’Air de riens, ill. de Philippe Fontaine, Forcalquier, France, H.B. Éditions, 1996, 144 p.  (ISBN 2-911406-14-1) - Prix de la ville de Saint-Quentin 1996
- Les Épouvantails, phot. d’André Hébrard, Vichy, France, Éditions Aedis, 1998  (ISBN 2-84259-039-2)
- La Part de l’ange, Forcalquier, France, H.B. Éditions, 1998, 168 p.  (ISBN 2-911406-48-6)
- La Cour, Forcalquier, France, H.B. Éditions, 2000, 112 p.  (ISBN 2-911406-75-3)
- Le Goût de l'aloès , Forcalquier, France, H.B. Éditions, 2003, 113 p.  (ISBN 2-914581-25-4)
- Finir, Paris, Éditions La Chambre d’Échos, 2009, 84 p.  (ISBN 978-2-913904-43-9)[2]
- L’Effet poisson rouge, Forcalquier, France, Le Mot fou, 2015, 164 p.  (ISBN 978-2-918401-15-5)[3]
- Mal parti, Paris, Éditions Buchet/Chastel, 2017, 160 p.  (ISBN 978-2-283-03024-0)